# Герздорф, Арист Фёдорович фон
Арист (Орест) Фёдорович фон Герздорф (нем. Ernst Reinhold Friedrich von Gersdorff; 1806—1883) — генерал-адъютант, генерал-лейтенант русской императорской армии; тайный советник, обер-егермейстер.

## Биография
Родился в Дерпте 26 апреля (8 мая) 1806 года. В службе с 28 января 1826 года. Участвовал в подавлении Польского восстания и в 1831 году был отмечен орденом Св. Владимира 4-й степени с бантом и золотой саблей с надписью «За храбрость».
В 1839 году женился на Анисье Егоровне Жадимировской.
М. Ю. Лермонтов в период своей службы в лейб-гвардии Гусарском полку встречался с полковником Герздорфом у Карамзиных, где тот входил в число «семейных танцоров».
В 1847 году за выслугу лет был награждён орденом Св. Георгия 4-й степени (№ 7558; 1 января 1847); произведён в генерал-майоры 3 апреля 1849 года, Свиты Его Величества генерал-майор — с 19 мая 1853 года.
С 20 января 1850 года по 28 октября 1856 года командовал Кирасирским Его Величества лейб-гвардии полком; с 19 мая 1853 года — генерал-адъютант, с 30 августа 1857 года — генерал-лейтенант (до 23 апреля 1861), помощник начальника 1-й гвардейской кавалерийской дивизии. В 1861 году получил звание егермейстера, в 1864 — обер-егермейстера.
Умер в Риге 16 (28) ноября 1883 года.

## Награды
- Орден Св. Анны 3-й ст. с бантом (22 августа 1831)
- Орден Св. Владимира 4-й ст. с бантом (6 ноября 1831)
- Золотая сабля «За храбрость» (15 февраля 1832)
- Польский знак отличия за военное достоинство 4-й ст. (1832)
- Орден Св. Станислава 3-й (2-й) ст. (31 декабря 1834)
- Орден Св. Анны 2-й ст. (6 декабря 1842, императорская корона к ордену 6 декабря 1844)
- Орден Св. Георгия 4-й ст. (1 января 1847; № 7558 по кавалерскому списку Григоровича — Степанова)
- Орден Св. Владимира 3-й ст. (6 декабря 1847)
- Орден Св. Станислава 1-й ст. (1851)
- Орден Св. Анны 1 ст. с мечами (1856)
- Знак отличия беспорочной службы за XXX лет (22 августа 1859)